# ناوکی مائدا (بازیکن فوتبال، زاده ۱۹۹۶)
ناوکی مائدا (ژاپنی: 前田 尚輝؛ زادهٔ ۱۱ ژوئن ۱۹۹۶) یک بازیکن فوتبال اهل ژاپن است.
از باشگاه‌هایی که در آن بازی کرده‌است می‌توان به باشگاه فوتبال شونان بلمار و باشگاه فوتبال فوکوشیما یونایتد اشاره کرد.